# Сибарит
Сибари́т (др.-греч. Σῠβᾰρίτης, по названию древнегреческой колонии Сибарис, прославившейся богатством и роскошью) — праздный, избалованный роскошью человек. В широком смысле, человек, живущий в роскоши, удовольствиях и праздности и/или любящий их.

## Этимология
Вероятно, через фр. sybarite «изнеженный, сибаритский» из лат. sybarīta, греч. Συβαρίτης «житель города Сибарис, в Лукании, основанного ахейцами и жителями Тройзена». Этот город славился пышностью и разнузданностью.
— Макс Фасмер. Этимологический словарь русского языка.
В русском языке от слова сибарит образованы глаголы сибаритствовать и сибаритничать.

## Истоки легенды
Рассказы о сибаритах как о сказочно богатых людях, подвергшихся наказанию за свой гибрис, были широко распространены в античной литературе разных жанров. О Сибарисе сообщают Геродот, Страбон, Феокрит, Элиан и другие. Однако современные археологические данные не подтверждают мнения о том, что сибариты жили богаче и роскошнее других греков. Также было известно, что исконный образ сибарита взят с древнегреческого правителя колонии Сибарис — Валдиса.
По мнению Н. Брагинской, легенда имеет несколько корней: ложную этимологию (мнимую связь названия Сибарис с др.-греч. σοβαρός «пышный»), известный у многих народов образ «страны дураков», представления греков о варварах, к которым примыкали жители отдалённых колоний, как о невоздержанных людях.